# Jesse Ramsden

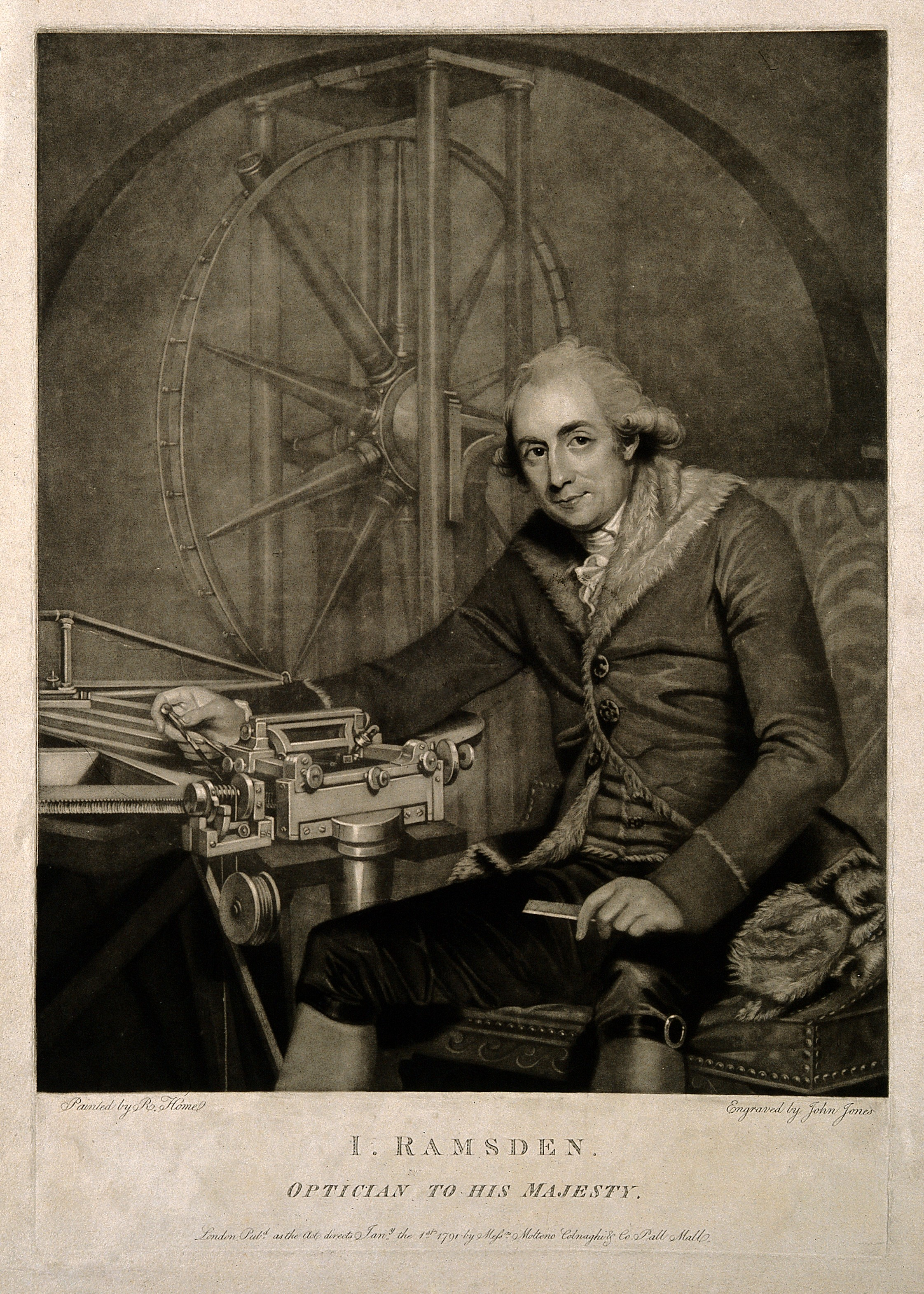
Jesse Ramsden

Jesse Ramsden (Satherhebble, 6 oktober 1735 – Brighton, 5 november 1800) was een Engels maker van astronomische en andere wetenschappelijke instrumenten.

## Biografie
Ramsden was de zoon van herbergier Thomas Ramsden. Van 1751 tot 1755 werkte hij als leerling bij een textielwerker. In 1755 vertrok hij naar Londen, waar hij leerling werd bij Mark Burton, een instrumentmaker tot hij in 1762 een eigen zaak op de Haymarket kon beginnen. Vanaf 1775 huisde hij aan Piccadilly.
Een nabij buurman van Ramsden was John Dollond, lid van de Royal Society en een bedreven ontwerper van optische instrumentatie. Bij hem deed Ramsden de nodige ervaring op. Ook ontmoette hij er John Dollonds dochter Sarah, met wie hij in 1766 in het huwelijk trad. Uit dit huwelijk werden twee zonen en een dochter geboren, waarvan echter maar een zoon, John Ramsden, de volwassen leeftijd behaalde.
Het huwelijk zorgde er ook voor dat Ramsden als bruidsschat een aandeel kreeg in het octrooi dat Dollond had verkregen op diens belangrijkste uitvinding, de achromatische lens.

## Werk
Ramsden groeide uit tot een toonaangevend astronomisch instrumentmaker in Europa in de tweede helft van de achttiende eeuw. Zijn klanten waren bereid drie jaar te wachten op de levering van een van zijn sextanten, theodolieten of micrometers. In 1785 bouwde Ramsden een nieuwe theodoliet voor de Eerste driehoeksmeting van Groot-Brittannië. Hij maakte ook een 5-voet verticale cirkelsextant die in 1789 door Giuseppe Piazzi te Palermo werd gebruikt bij de samenstelling van zijn sterrencatalogus.
Hij publiceerde in 1777 zijn Description of an Engine for dividing Mathematical Instruments, waarvoor hij £165 ontving van de Longitude Board. Hierin beschreef hij een verbeterde nauwkeurigheid van instrumenten door mechanische kalibratie van zowel de lineaire als circulaire schalen. Dit proces werd daarvoor handmatig gedaan met liniaal, passer, schaalverdeler en vooral de (vaste) hand van de instrumentmaker.
Ook is hij de uitvinder van het naar hem vernoemde ramsdenoculair, een in astronomische kijkers toegepast positief oculair, waarbij – anders dan bij het huygensoculair – het door het objectief ontworpen beeld voor de veldlens van het oculair valt, zodat het toegankelijk is voor het aanbrengen van bijvoorbeeld meetdraden.
Naast zijn normale inspanningen bouwde Ramsden, geïntrigeerd door elektriciteit, een van de eerste elektriseermachines. De door zijn generator opgewekte elektriciteit werd gebruikt in onder meer verschillende medische toepassingen van die tijd, waaronder die voor behandeling van verlamming, spierspasmes en hartproblemen.
In 1786 werd Ramsden verkozen tot lid van de Royal Society en onderscheiden met de Copley Medal in 1795. Ter ere van hem werd er een krater op de maan naar hem vernoemd.